# Bernard Cunéo
Bernard Cunéo (ur. 7 lutego 1834 w Tulonie, zm. 26 sierpnia 1901) – francuski chirurg. Był inspektorem generalnym departamentu zdrowia w Paryżu w 1895 roku.
Jego syn Bernard Cunéo (1873-1944) młodszy również był lekarzem i chirurgiem. Od 1924 członek Comité de l’Institut Métapsychique, od 1933 członek Académie de Médecine.

## Wybrane prace
- Gabriel Delamare, Paul Julien Poirier, Paul Poirier, Bernard Cunéo, Cecil Huntington Leaf: The Lymphatics: General Anatomy of the Lymphatics. W.T. Keener, 1904
- De l'envahissement du système lymphatique dans le cancer de l'estomac et de ses conséquences chirurgicales. 1900
- Maladies des nerfs. Ballière, 1911